# Jean-Philippe Bouchaud
Pour les articles homonymes, voir Bouchaud.
Jean-Philippe Bouchaud est un physicien français né le 3 juillet 1962. Il est le cofondateur et président de la société Capital Fund Management (CFM). Il est membre de l'Académie des Sciences et enseigne à l'Ecole Normale Supérieure.

## Biographie
Né à Paris en 1962, Jean-Philippe Bouchaud étudie au lycée français de Londres. Reçu à l'École normale supérieure en 1981, il y soutient une thèse au laboratoire de spectroscopie hertzienne. Il travaille au CNRS sur des problèmes de diffusion anormale jusqu'en 1992, année de sa visite au laboratoire Cavendish de l'Université de Cambridge. Un an plus tard, il rejoint le département de physique de l'état condensé du CEA à Saclay. Pionnier de l'éconophysique, il fonde en 1994, avec Jean-Pierre Aguilar, la société Science et Finance qui fusionne avec Capital Fund Management (CFM) en 2000. Expert au CEA jusqu'en 2006, il devient le président de CFM tout en assurant l'enseignement de physique statistique de l'ESPCI ParisTech de 1995 à 2008 puis devient professeur à l'École polytechnique jusqu'en 2018. Il donne à Normale Sup un cours intitulé « De la physique statistique aux sciences sociales ». Jean-Philippe Bouchaud étudie la physique des systèmes désordonnés, la matière granulaire, la statistique des mouvements boursiers et la modélisation des risques financiers,,. 
Il critique la méthodologie utilisée, en particulier l'hypermathématisation de la modélisation en finance, au détriment de l'intuition, et un certain nombre de dogmes, comme celui d'efficience des marchés ou celui du « risque neutre » qui sous-tend le modèle de Black-Scholes de valorisation des options de couverture.

## Distinctions
- Prix IBM jeune chercheur en 1989[9]
- Médaille d'argent du CNRS en 1995[10]
- Chevalier de l'Ordre du Mérite en 1999.
- Quant of the Year Award (Risk) en 2017.
- Élu à l'Académie des sciences en 2017[11]
- Élu à la chaire Innovation technologique Liliane Bettencourt du Collège de France (2019-2020)[12]
- Quant Researcher of the Year 2024, Journal of Portfolio Management[13]
- Lars Onsager Prize de l'American Physical Society en 2024, avec Leticia Cugliandolo et Jorge Kurchan pour leurs travaux sur la dynamique vitreuse[14]